# Ferdy Druijf
Ferdy Druijf (Uitgeest, 12 febbraio 1998) è un calciatore olandese, attaccante dell'Almere City.

## Caratteristiche tecniche
È un centravanti.

## Carriera

### Club

#### Jong AZ e prima squadra
Fin da bambino nelle giovanili dell'AZ Alkmaar, il giocatore esordisce con la prima squadra il 28 gennaio 2018, nel match vinto per 2-0 contro il Willem II, collezionando, più avanti, altre due presenze (tra cui una nella sconfitta 3-0 contro l'Ajax. Tuttavia, il giovane viene mandato nuovamente nelle giovanili, militanti in Eerste Divisie, la seconda serie olandese.
Druijf si mette in mostra nella stagione seguente di Eerste Divisie, segnando ben 14 reti in 16 partite e diventando il nuovo capitano del club; nel mentre anche due apparizioni nell'Eredivisie, senza trovare la via del gol.

#### NEC Nimega
Nella sessione di mercato invernale del 2019 il giocatore viene ceduto in prestito al club del N.E.C., anch'esso in Eerste Divisie, ma con concrete ambizioni di promozione nel massimo campionato. Segna una rete al debutto contro l'Eindhoven, seppure inutile (3-2 per i rivali), mentre il 1º febbraio 2019 mette a segno una tripletta, la prima della sua carriera, nel match vinto 4-1 contro la seconda squadra dell’Utrecht. Al termine del campionato, inoltre, il giovane si laurea capocannoniere del torneo con i suoi 29 gol realizzati.

### Nazionale
Ha giocato nella nazionale olandese Under-20.

## Palmarès

### Individuale
- Capocannoniere dell'Eerste Divisie: 1

2018-2019 (29 gol)